# 大鹿村
大鹿村（おおしかむら）は、長野県下伊那郡の北部に位置する村。

## 歴史
- 大鹿村鹿塩梨原にある葦原神社は明治末期の神社合併でできたが、もともとは本諏訪社といわれていた。諏訪大社の祭神である建御名方神が建御雷神との力くらべに負けて出雲から洲羽（諏訪）に逃げる際に一時的に滞在していたとする説がある。鹿塩の塩泉は建御名方神が鹿狩りをしているときに発見したという伝説や、御頭郷の最上位の席は鹿塩であったことなどいくつかの傍証となる事実がある。
- 嘉暦4年（1329年）3月、北条高時から信濃国の地頭・御家人に対して出された下知状により行われた諏訪大社五月会・御射山御頭に勤仕した郷村中に大河原・鹿塩の両村が記載されている。いずれにも地頭がいた（神長守矢文書）。
- 南北朝時代に南朝方の宗良親王（後醍醐天皇の皇子）がこの地の豪族香坂高宗に庇護され、以後30余年に渡って信濃宮方（南朝）の本拠地となった。
- 江戸時代：大河原村・鹿塩村の2か村は、徳川幕府の直轄領（天領）で、美濃国久々利村の千村平右衛門預かり地として幕末まで一貫して変わらなかった。
- 1961年（昭和36年）6月：三六災害が発生、土砂崩れや土石流などによって村民55名が死亡。 集中豪雨により大西山が幅200mにわたり崩壊。約5万立方メートルの土砂が川と県道を埋め、天然ダムが形成される[1]。

- 2005年（平成15年）10月：北海道美瑛町などとともに全国7町村が発起人となり「日本で最も美しい村連合」を設立。大鹿歌舞伎という伝統芸能と、赤石山脈を臨む美しい環境を守るためにも、参加が村発展の契機になることが期待されている。
- なお、この村には七不思議の伝承があり、その中でもっとも有名なのは、「鹿塩の谷で産まれた猫には、その仔一代は蚤がつかない」というものである。

### 沿革
- 1875年（明治8年）1月23日 - 筑摩県伊那郡大河原村及び鹿塩村が合併して、大鹿村が発足する。
- 1876年（明治9年）8月21日 - 長野県の所属となる。
- 1879年（明治12年）1月4日 - 郡区町村編制法の施行により、下伊那郡の所属となる。
- 1882年（明治15年）4月15日 - 大鹿村が分割して、大河原村及び鹿塩村が発足する。
- 1889年（明治22年）4月1日 - 町村制の施行により、大河原村及び鹿塩村の区域をもって、大鹿村が発足する。以降130年以上にわたり、大鹿村は合併を経験していない。

## 人口
| |                                        |  |
| 大鹿村と全国の年齢別人口分布（2005年） | 大鹿村の年齢・男女別人口分布（2005年） |  |
| ■紫色 ― 大鹿村 ■緑色 ― 日本全国 | ■青色 ― 男性 ■赤色 ― 女性              |  |
| 大鹿村（に相当する地域）の人口の推移 \| 1970年（昭和45年） \| 3,030人 \| \| \| 1975年（昭和50年） \| 2,597人 \| \| \| 1980年（昭和55年） \| 2,322人 \| \| \| 1985年（昭和60年） \| 1,984人 \| \| \| 1990年（平成2年） \| 1,802人 \| \| \| 1995年（平成7年） \| 1,641人 \| \| \| 2000年（平成12年） \| 1,522人 \| \| \| 2005年（平成17年） \| 1,356人 \| \| \| 2010年（平成22年） \| 1,160人 \| \| \| 2015年（平成27年） \| 1,023人 \| \| \| 2020年（令和2年） \| 1,023人 \| \| |                                        |  |
| 総務省統計局 国勢調査より |                                        |  |
| 1970年（昭和45年） | 3,030人                                |  |
| 1975年（昭和50年） | 2,597人                                |  |
| 1980年（昭和55年） | 2,322人                                |  |
| 1985年（昭和60年） | 1,984人                                |  |
| 1990年（平成2年） | 1,802人                                |  |
| 1995年（平成7年） | 1,641人                                |  |
| 2000年（平成12年） | 1,522人                                |  |
| 2005年（平成17年） | 1,356人                                |  |
| 2010年（平成22年） | 1,160人                                |  |
| 2015年（平成27年） | 1,023人                                |  |
| 2020年（令和2年） | 1,023人                                |  |

## 地理
赤石山脈と伊那山地に挟まれた山間の土地。中央構造線が村内を南北（国道沿い）に通っており、天竜川の支流・小渋川が南アルプスから西流している。村の北端は分杭峠、南端は地蔵峠の難所である。地蔵峠から北流する青木川と、分杭峠から南流する鹿塩川が中央構造線の谷筋に沿って流れ、小渋川に流入している。村の中心は小渋川と青木川の合流地点である上市場・下市場（大河原地区、郵便番号399-3502）と、鹿塩川と塩川の合流地点である塩河・塩原（鹿塩地区、郵便番号399-3501）の2か所に分かれており、このため村役場は、小渋川と鹿塩川の合流地点である大河原地区落合にある。鹿塩地区では塩泉が湧出しており（鹿塩温泉）、海から遠く離れた奥山にありながら古くから製塩が行われていた。
中央構造線を挟んだ両側の地質が異なるため、両側の地形も異なる。東側（西南日本外帯）は三波川変成岩からなり地すべり地形が多数分布している。この地滑り平坦地上に集落が分布している。西側（西南日本内帯）は領家変成帯からなり崩壊地が多数分布している。こちらには平坦地がほとんど分布していない。
- 山：赤石岳、荒川岳、大西山
- 河川：小渋川、青木川、鹿塩川、塩川

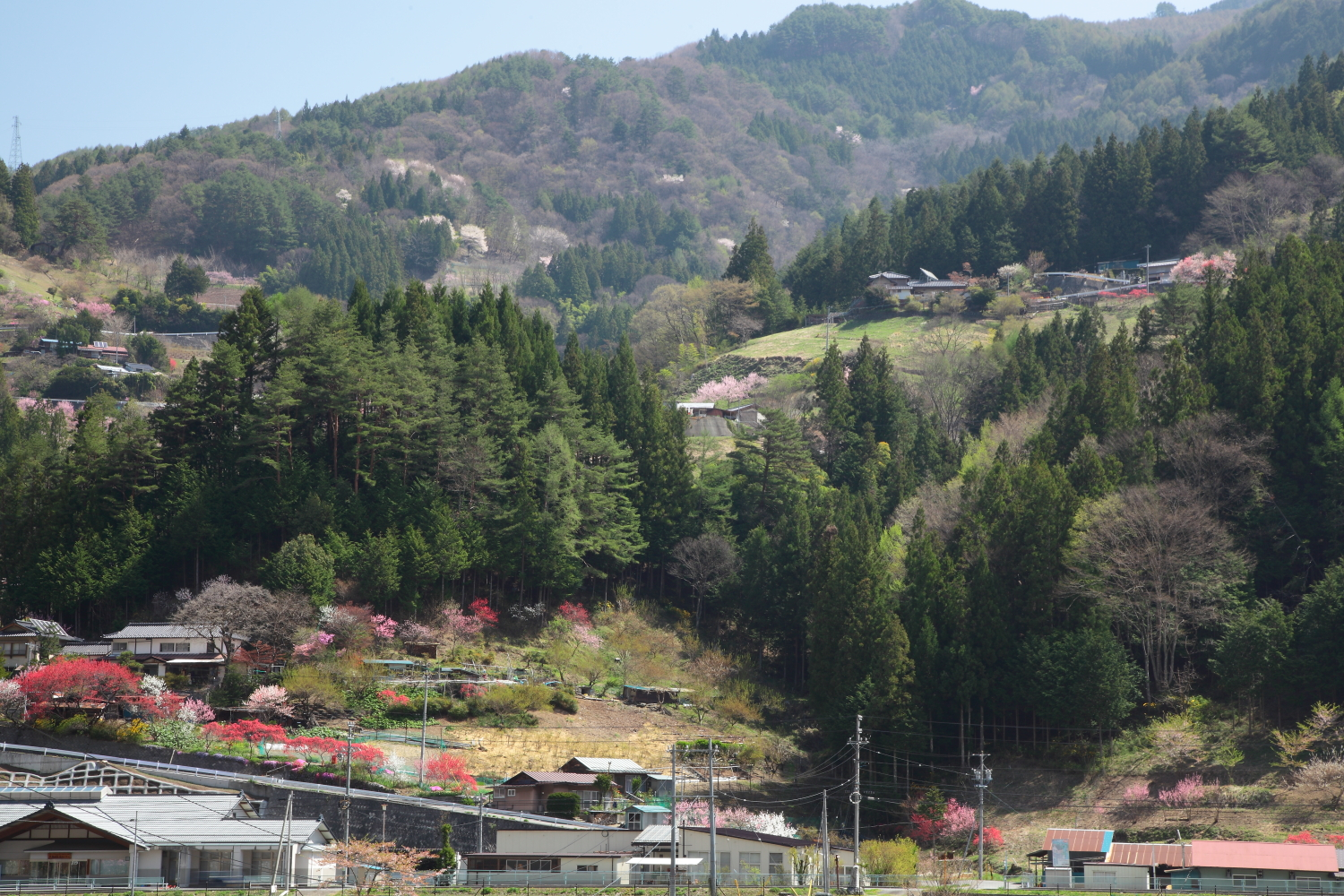
山腹に点在する民家
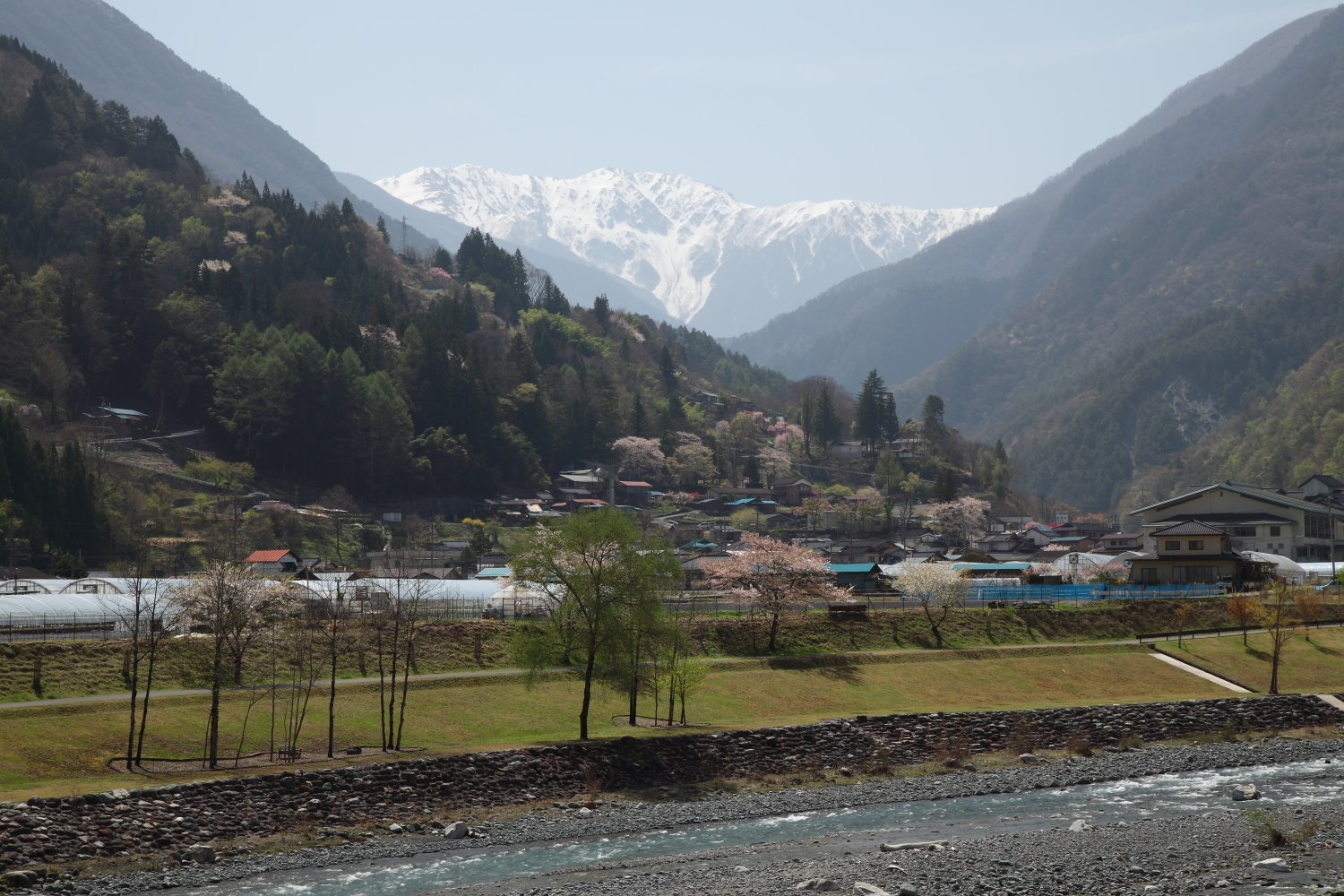
赤石岳を望む
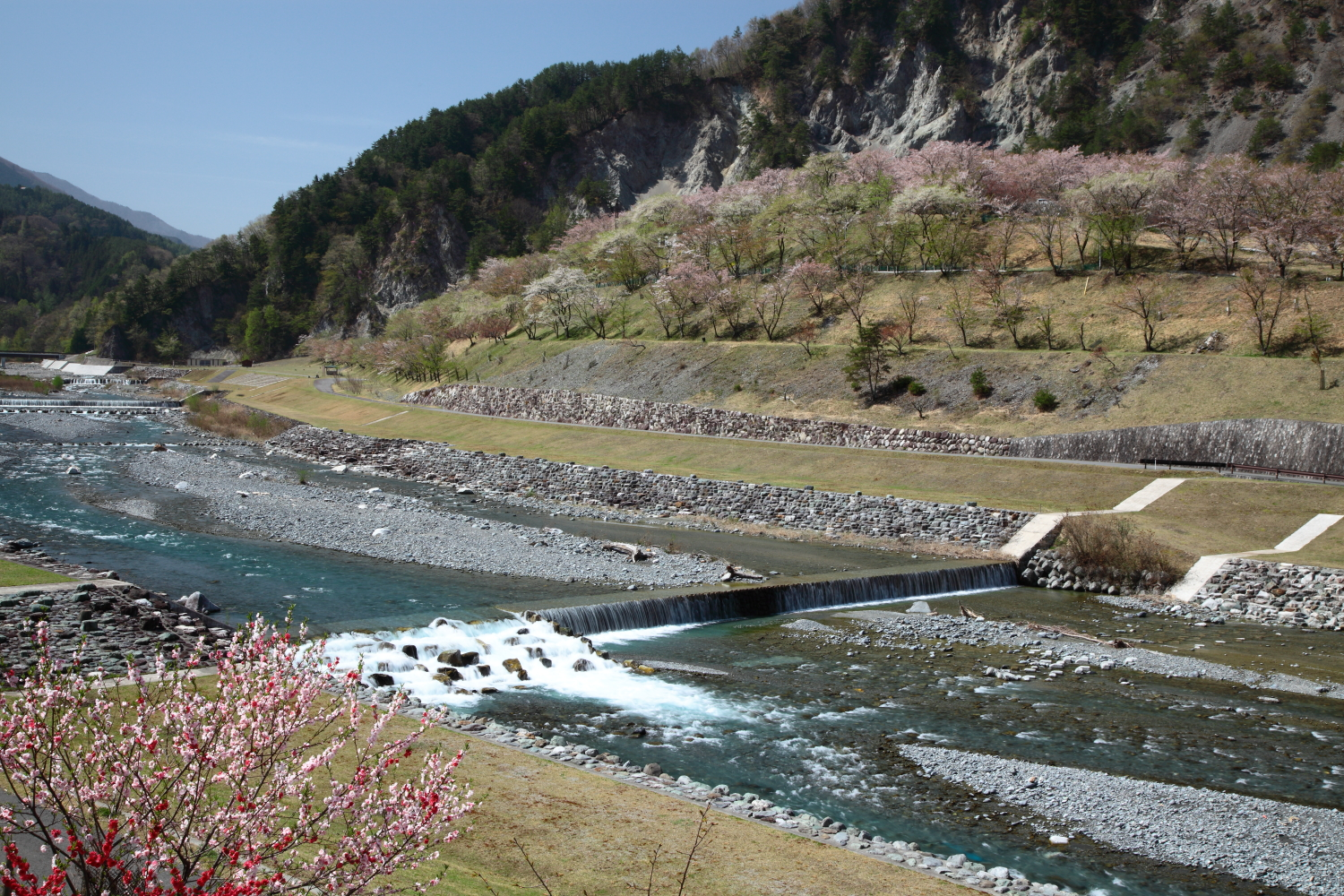
小渋川と大西公園

### 隣接している自治体・行政区
長野県
- 飯田市
- 伊那市
- 駒ヶ根市
- 上伊那郡：中川村
- 下伊那郡：松川町、豊丘村

静岡県
- 静岡市（葵区）

## 行政
- 村長：熊谷英俊

## 教育
- 大鹿村立大鹿小学校
- 大鹿村立大鹿中学校

村内に高校は存在しない。

## 交通

### 鉄道
村内を鉄道路線は走っていない。最寄り駅は、JR東海飯田線伊那大島駅。

### 道路
- 一般国道
  - 国道152号
- 県道
  - 長野県道22号松川大鹿線
  - 長野県道59号松川インター大鹿線
  - 長野県道253号赤石岳公園線
- 道の駅
  - 歌舞伎の里大鹿

### 路線バス
伊那バス　大鹿線
- JR飯田線伊那大島駅と当村間に、1日数往復運行されている。うち1往復は中央道松川インターまで延長され、東京方面の高速バスと接続している。

### ナンバープレート
南信州ナンバー
2025年5月7日以降、飯田市、下伊那郡各町村とともに、ご当地ナンバーである南信州ナンバーが割り当てられている。

## 友好都市
- 「日本で最も美しい村」連合
  - 北海道上川郡美瑛町
  - 北海道余市郡赤井川村
  - 山形県最上郡大蔵村
  - 岐阜県大野郡白川村
  - 徳島県勝浦郡上勝町
  - 熊本県阿蘇郡南小国町
  - 宮崎県西諸県郡高原町
  - 長野県木曽郡木曽町開田高原

## ゆかりの人物
- 香坂高宗（南北朝時代の武将）
- 柳下修（切り絵作家、在住）

## 名所・旧跡・観光スポット
- 鹿塩温泉
- 小渋温泉
- 中央構造線博物館
- ろくべん館
- 大河原城跡
- 福徳寺（本堂は重要文化財）
- 松下家住宅（重要文化財　本棟造）
- 大西公園
- 夕立神パノラマ公園
- 大池高原
- ヒマラヤの青いケシ
- 逆さ銀杏
- 道の駅歌舞伎の里大鹿

## 寺院
- 香松寺

## 祭事・催事

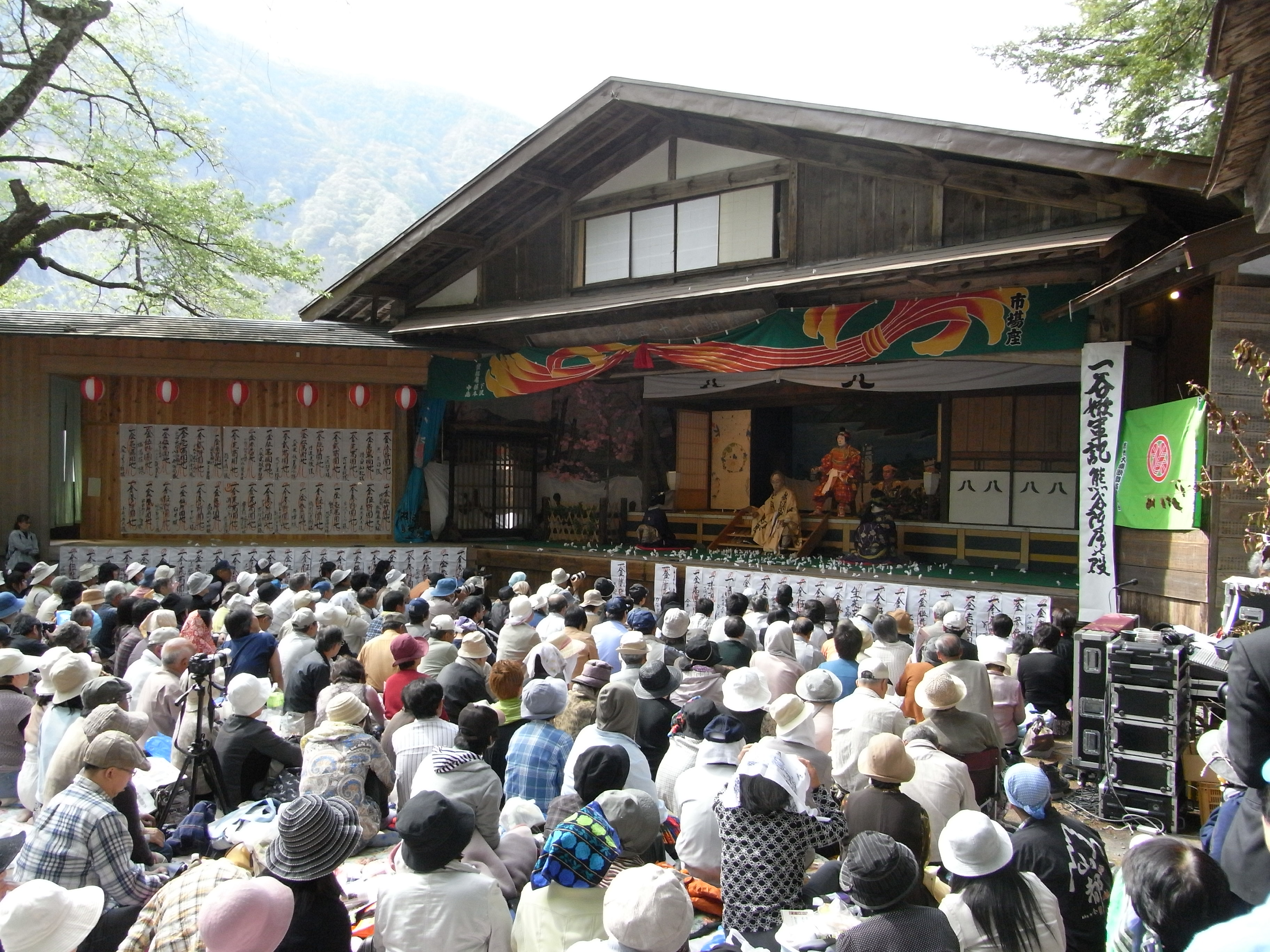
大鹿歌舞伎。大磧神社で行なわれている『一谷嫩軍記』の様子

- 大鹿歌舞伎 春秋の年2回（重要無形民俗文化財）
- 大鹿さくら祭
- 大鹿夏まつり
- 上蔵雑穀まつり

## 扱った作品
- Beauty-うつくしいもの-
- おシャシャのシャン!
- 大鹿村騒動記（2011年東映）原田芳雄の遺作となった。
- 國崎出雲の事情